# Gunta Stölzl
Gunta Stölzl (Munich, 5 de marzo de 1897 - Küsnacht, Suiza, 22 de abril de 1983) fue una diseñadora textil y tejedora alemana. Fue una de las pocas mujeres profesoras de la Bauhaus y la primera en ostentar el título de "Maestra".
Desempeñó un papel fundamental en el desarrollo del taller de tejido de la escuela, donde provocó un enorme cambio al pasar de las obras pictóricas individuales a los modernos diseños industriales.
Se cree que su trabajo textil tipifica el estilo distintivo de los textiles de la Bauhaus.  Ingresó a la Bauhaus como estudiante en 1919 y se convirtió en maestra junior en 1927. Fue despedida por motivos políticos en 1931, dos años antes de que la Bauhaus cerrara bajo la presión de los nazis .
El departamento textil era una parte descuidada de la Bauhaus cuando Stölzl comenzó su carrera y sus maestros activos eran débiles en los aspectos técnicos de la producción textil. Pronto se convirtió en mentora de otros estudiantes y reabrió los talleres de tintura de la Bauhaus en 1921. Después de una breve partida, Stölzl se convirtió en director de tejido de la escuela en 1925 cuando se trasladó de Weimar a Dessau y amplió el departamento para aumentar sus instalaciones de tejido y teñido. Aplicó ideas del arte moderno al tejido, experimentó con materiales sintéticos y mejoró la instrucción técnica del departamento para incluir cursos de matemáticas. Bajo su dirección, el taller de tejido de la Bauhaus se convirtió en una de las instalaciones de mayor éxito.

## Primeros años de vida
Stölzl nació en Munich, Baviera, hijo de Franz Seraph Stölzl, maestro y director de escuela, y de Kreszenz Stürzer, cuyo padre era amigo del pedagogo reformista Georg Kerschensteiner . Tenía un hermano, Erwin. Asistió a una escuela secundaria para hijas de profesionales, graduándose en 1913. Comenzó sus estudios en la Kunstgewerbeschule (Escuela de Artes Aplicadas) en 1914, donde estudió pintura sobre vidrio, artes decorativas y cerámica con el conocido director Richard Riemerschmid .  En 1917, los estudios de Stölzl fueron interrumpidos por la guerra en curso y se ofreció como voluntaria para trabajar como enfermera para la Cruz Roja, detrás del frente hasta el final de la Primera Guerra Mundial en 1918. A su regreso a casa, volvió a sumergirse en sus estudios en la Kunstgewerbeschule de Munich, donde participó en la reforma curricular de la escuela. Fue durante esta época cuando Stölzl encontró el manifiesto de la Bauhaus . Habiendo decidido continuar sus estudios en la recién creada escuela Bauhaus, Stölzl pasó el verano de 1919 en el taller de vidrio y en las clases de pintura mural de la Bauhaus para obtener su admisión de prueba en el curso preliminar de Johannes Itten . En 1920, Stölzl no sólo había sido aceptado plenamente en la escuela Bauhaus, sino que también había recibido una beca para asistir. 

## Vida de estudiante
Durante el primer año de Stölzl en la Bauhaus, fundó lo que ella llamó el “departamento de mujeres”, que debido a los roles de género subyacentes dentro de la escuela, eventualmente se convirtió en sinónimo del taller de tejido.  Stölzl era muy activo en el departamento de tejido e inmediatamente fue visto como un líder entre el grupo. En ese momento, el departamento ponía énfasis en la expresión artística y las obras individuales que reflejaban las enseñanzas y filosofías de los pintores que sirvieron como maestros de la Bauhaus. En la Bauhaus de Weimar reinaba un ambiente muy relajado que dependía casi por completo de que los estudiantes se enseñaran a sí mismos y a los demás. Desafortunadamente, Georg Muche, que en ese momento era director del taller de tejido, tenía muy poco interés en el oficio en sí. Consideraba que el tejido y otras artes textiles eran "trabajos de mujeres" y, por tanto, ayudaba muy poco en los procesos técnicos implicados. Esto significó que los estudiantes tuvieron que lidiar con sus propios dispositivos para descubrir todos los aspectos técnicos de un oficio en el que la mayoría tenía poca experiencia. Debido a esta configuración, es importante observar el funcionamiento de la era de Weimar visualmente y no técnicamente.  
En 1921, Stölzl y dos de sus amigos hicieron un viaje a Italia para ver el arte y la arquitectura que habían estudiado en busca de inspiración. Después de aprobar su examen de oficial como tejedora y tomar cursos de teñido textil en una escuela de Krefeld, Stölzl pudo reabrir los talleres de tinte previamente abandonados. Se hizo evidente que ella estaba dando instrucciones a los demás estudiantes, aunque de manera extraoficial, ya que ni Muche, la maestra de forma, ni Helene Börner, la maestra de manualidades, realmente podían enseñar y promover a los estudiantes en los aspectos técnicos. En 1921, Stölzl colaboró con Marcel Breuer en la Silla Africana, hecha de madera pintada con un tejido textil de colores. La primera exposición oficial de la Bauhaus tuvo lugar en septiembre de 1923 en el edificio Haus am Horn . El edificio en sí, diseñado principalmente por Georg Muche, era una estructura cúbica simplista y muy moderna hecha principalmente de acero y hormigón. Cada habitación de la casa fue diseñada en torno a su función específica y tenía muebles, herrajes, etc. especialmente fabricados en los talleres de la Bauhaus. El taller de tejido participó creando alfombras, tapices y otros objetos para diversas estancias, todos los cuales obtuvieron críticas favorables. Con esta exposición, Walter Gropius publicó un ensayo titulado 'Arte y tecnología: una nueva unidad' que pareció tener un gran impacto en las mujeres del taller de tejido. A pesar de las críticas favorables a sus obras, las mujeres comenzaron a alejarse de las imágenes pictóricas y los métodos tradicionales con los que habían estado trabajando hasta ese momento y comenzaron a trabajar de manera abstracta, intentando hacer objetos más acordes con las enseñanzas de Kandinsky . yo interior'.

## Maestro de la Bauhaus
En abril de 1925 se cerró la Bauhaus de Weimar y se reabrió en 1926 en Dessau . Stölzl, que había dejado la Bauhaus al graduarse para ayudar a Itten a montar los talleres de tejido Ontos en Herrliberg, cerca de Zúrich, Suiza, volvió a convertirse en director técnico del estudio de tejido, reemplazando a Helene Börner, y trabajando con Georg Muche, quien seguiría siendo el formador. maestro. Aunque no fue nombrada oficialmente maestra junior hasta 1927, estaba claro que tanto la organización como el contenido del taller estaban bajo su control. Desde el principio quedó claro que la pareja de Muche y Stölzl no gustaba a ninguna de las partes, por lo que a partir de 1926 Stölzl dirigió el taller casi en solitario. 
El nuevo campus de Dessau estaba equipado con una mayor variedad de telares e instalaciones de teñido mucho mejores, lo que permitió a Stölzl crear un entorno más estructurado. Georg Muche trajo telares de Jacquard para ayudar a intensificar la producción. Consideró que esto era especialmente importante ahora que los talleres eran la principal fuente de financiación de la escuela para la nueva Bauhaus de Dessau. Los estudiantes rechazaron esto y no estaban contentos con la forma en que Muche había utilizado los fondos de la escuela. Esto, entre otros eventos menores, instigó un levantamiento estudiantil dentro del departamento de tejido. El 31 de marzo de 1927, a pesar de algunas objeciones del personal, Muche abandonó la Bauhaus. Con su partida, Stölzl asumió como maestro de formas y como maestro artesano del taller de tejido. Contó con la ayuda de muchas otras mujeres clave de la Bauhaus, entre ellas Anni Albers, Otti Berger y Benita Otte . 
Stölzl comenzó a intentar alejar el tejido de sus connotaciones de "trabajo de mujer" aplicando el vocabulario utilizado en el arte moderno, moviendo el tejido cada vez más en la dirección del diseño industrial . En 1928, se destacó mucho la necesidad de materiales prácticos y la experimentación con materiales como el celofán se hizo más prominente. Stölzl desarrolló rápidamente un plan de estudios que enfatizaba el uso de telares manuales, la capacitación en mecánica de tejido y teñido, e impartía clases de matemáticas y geometría, así como temas más técnicos como técnicas de tejido e instrucción en talleres. Los primeros métodos de expresión artística de la Bauhaus fueron rápidamente reemplazados por un enfoque de diseño que enfatizaba la simplicidad y la funcionalidad. 
Stölzl consideró el taller un lugar para la experimentación y fomentó la improvisación. Ella y sus alumnos, especialmente Anni Albers, estaban muy interesados en las propiedades de un tejido y en las fibras sintéticas. Probaron materiales en busca de cualidades como color, textura, estructura, resistencia al desgaste, flexibilidad, refracción de la luz y absorción del sonido. Stölzl creía que el desafío del tejido era crear una estética apropiada a las propiedades del material. En 1930, Stölzl emitió los primeros diplomas de taller de tejido de la Bauhaus y creó el primer proyecto conjunto entre la Bauhaus y la empresa textil berlinesa Polytex, que tejía y vendía diseños de la Bauhaus. 1 En 1931 publicó un artículo titulado “El desarrollo del taller de tejido de la Bauhaus”, en el número de primavera del Bauhaus Journal. La capacidad de Stölzl para traducir composiciones formales complejas en piezas tejidas a mano, combinada con su habilidad para diseñar para la producción a máquina, la convirtieron, con diferencia, en la mejor instructora que pudo tener el taller de tejido. Bajo la dirección de Stölzl, el taller de tejido se convirtió en una de las facultades de mayor éxito de la Bauhaus.

## Renuncia forzada
La escuela estaba constantemente bajo ataque a medida que el Partido Nazi ganaba más poder y los sacrificios de la escuela para permanecer abierta comenzaban a quebrar su propia ideología. Durante la dirección de Mies van der Rohe hubo una intensa presión por parte de la comunidad para que Stölzl fuera despedido. Van der Rohe exigió su dimisión en 1931, debido a la atmósfera nazi que reinaba en Dessau, mientras que en la puerta de Stölzl se pintaron esvásticas . Los estudiantes se opusieron tanto a esta acción que dedicaron un número entero del periódico escolar a Stölzl.  El campus de la Bauhaus en Dessau fue cerrado en 1932 por los nazis, y la propia Bauhaus, que se había trasladado de Dessau a Berlín, se disolvió oficialmente, por votación de la facultad, el 19 de julio de 1933.

## Después de la Bauhaus
Después de dejar la Bauhaus en 1931, Stölzl regresó a Zurich donde ella y sus socios Gertrud Preiswerk y Heinrich-Otto Hürlimann, también antiguos estudiantes de la Bauhaus, crearon una empresa privada de tejido a mano llamada SPH Stoffe (SPH Fabrics). El negocio fracasó y cerró poco después, en 1933, debido a dificultades financieras. Stölzl se convirtió en miembro del Schweizerischer Werkbund en 1932 y en 1934 "Das Werk", la revista oficial del Werkbund, describió su carrera. También en 1934 Stölzl recibió el importante encargo de realizar telones para el cine de Zúrich. En 1935, Stölzl y su antiguo socio Heinrich-Otto Hürlimann intentaron juntos otra vez el negocio y fundaron S&H Stoffe. En 1937, Stölzl se convirtió en el único propietario de Handweberei Flora (Estudio de tejido a mano Flora) y se había unido a la Gesellschaft Schweizer Malerinnen, Bildhauerinnen und Kunstgewerblerinnen (Sociedad de pintoras, escultoras y artesanas suizas).  Durante las décadas siguientes, tanto el Museo de Arte Moderno de Nueva York como el Museo Busch-Reisinger de Cambridge, Massachusetts, adquirieron piezas del trabajo de Stölzl mientras ella continuaba trabajando en su negocio de tejido manual, creando principalmente textiles para diseño de interiores. En 1967 Stölzl disolvió su negocio y dedicó todo su tiempo al tejido de tapices, un gran cambio de enfoque. También fue en 1967 cuando el Victoria and Albert Museum adquirió sus diseños y muestras, dando como resultado importantes colecciones nacionales e internacionales.

## Vida personal y muerte
En 1929, Stölzl se casó con el estudiante de arquitectura israelí Arieh Sharon y perdió la ciudadanía alemana. Su hija Yael nació en 1929. En 1936 Stölzl y Sharon se divorciaron. En 1942, a los 45 años, se casó con Willy Stadler y se convirtió en ciudadana suiza. En 1943 dio a luz a su hija Monika en Zurich. Stölzl murió el 22 de abril de 1983 en Zurich a la edad de 86 años 

## Legado
Hay una calle que lleva el nombre de Stölzl en Munich, Alemania. 

## Línea de tiempo
- 1914-1916 Estudia pintura sobre vidrio, cerámica y pintura decorativa en la Kunstgewerbeschule (Escuela de Artes Aplicadas) de Múnich.
- 1917-1918 Trabaja como enfermera de la Cruz Roja detrás del frente.
- 1919 Continúa sus estudios en la Kunstgewerbeschule de Múnich y participa en la reforma curricular. Encuentros manifiesto de la Bauhaus.
- 1919-1923 Estudios en la escuela Bauhaus con Itten, Klee y Kandinsky .
- 1922 Asiste a un curso de técnicas de teñido en Krefeld y funda instalaciones de teñido en la Bauhaus.
- 1923 Aprueba el examen de oficial; Continúa trabajando en el taller de tejido.
- 1924 Ayuda a Itten a establecer los talleres de tejido Ontos cerca de Zúrich.
- 1925 Asume el cargo de directora técnica del taller de tejido de Dessau, dirige los estudios prácticos y teóricos de sus alumnos.
- 1927 Nombrada Jungmeister (Maestra Junior) de todo el taller de tejido, la primera y única maestra de la Bauhaus.
- 1927 Experimenta con nuevos materiales como el celofán y el 'hilo de hierro' y comienza a intentar tejer jacquard.
- 1929 Se casa con el estudiante de arquitectura israelí Arieh Sharon y pierde la ciudadanía alemana. Nace hija Yael.
- 1930 Stölzl expide los primeros diplomas del taller de tejido de la Bauhaus.
- 1931 Publica 'Desarrollo del taller de tejido de la Bauhaus'
- 1931 Obligado a dimitir como director del taller de tejido. Emigra a Suiza y funda una empresa privada de tejido a mano en Zurich, SPH Stoffe con Gertrud Preiswerk y Heinrich-Otto Hürlimann.
- 1932 Se convierte en miembro del Werkbund suizo.
- 1933 SPH Stoffe Se disuelve por dificultades financieras.
- 1934 Recibe el encargo de telones para el Cinema Urban de Zúrich. La revista Das Werk describe su carrera.
- 1935 Asociación con Hürlimann para formar S&H Stoffe.
- 1936 Stölzl y Sharon se divorcian.
- 1937 Se convierte en propietario exclusivo de Handweberei Flora (Hand Weaving Studio Flora). Se une a la Gesellschaft Schweizer Malerinnen, Bildhauerinnen und Kunstgewerblerinnen (Sociedad de Pintoras, Escultoras y Artesanas Suizas)
- 1941 Participa en el interior del pabellón suizo, Lyon.
- 1942 Se casa con Willy Stadler y se nacionaliza suiza.
- 1943 Nace en Zúrich su segunda hija, Monika.
- 1949-1963 El Museo Busch-Reisinger y el MoMA adquieren obras de Stölzl
- 1967-69 Disuelve el negocio de tejido a mano, se dedica al tapiz y a tejer sus propios diseños. el Victoria and Albert Museum adquiere diseños y muestras de telas; importantes colecciones nacionales e internacionales.
- 1983 Muere el 22 de abril de 1983 en Zurich a la edad de 86 años.

La Galerie Raphael Durazzo organizó en 2022 una exposición titulada "El prisma de la Bauhaus" con obras de Gunta Stölzl. Fue la primera galería francesa que realizó una exposición con varias de sus obras.

## Exposiciones individuales
En Alemania y en Suiza hasta ahora se han mostrado las siguientes exposiciones individuales:
- "Tapices de Gunta Stölzl“ Zúrich, Lyceumclub, 1970.
- "Tapices de Gunta Stölzl“ Zúrich, Paulus-Akademie.
- "Gunta Stadler-Stölzl – Tapices y diseños 1921–1976“. Bauhaus-Archiv Berlin, 1976.
- "Gunta Stölzl – Tapices.“ Stuttgart, Galeria Lutz, 1977.
- "Gunta Stadler-Stölzl – Tapices.“ Zúrich, Paulus-Akademie, 1980.
- "Gunta Stölzl – Tejer en la Bauhaus y en nuestro propio taller.“ Exposición itinerante, Bauhaus-Archiv Berlin, 1987.
- Bad Säckingen, Villa Berberich, 1988.

## Museos
Las obras de Gunta Stölzl forman parte de colecciones de arte internacionales:
- Museum of Modern Art, New York
- Metropolitan Museum of Art, New York
- Museo Busch-Reisinger, Harvard University
- The J. Paul Getty Museum, Malibu, California

- Detroit Institute of Arts, Detroit
- Misawa Homes' Bauhaus Collection, Tokio
- Victoria and Albert Museum, London
- Colecciones de arte en Weimar
- Fundación Bauhaus Dessau
- Bauhaus-Archiv – Museo del Diseño, Berlin
- Nueva colección Múnich
- Museo de Arte e Historia Cultural de la ciudad hanseática Lübeck
- Staatsgalerie Stuttgart
- Museum für Gestaltung Basel
- Sociedad de Arte de Basilea
- Museo del Diseño, Zürich